# Ultimate Guitar
Ultimate Guitar, även känt som Ultimate-Guitar.com, Ultimate Guitar Archive och UG, är ett tabulaturarkiv och gitarrcommunity grundat av Eugeny Naidenov den 9 oktober 1998. Tabulaturkatalogen innehåller över 1 100 000 tabs: ackord och tabulatur för gitarr, bas, ukulele, och trummor. På sidan finns även ett stort utbud av recensioner av musik och utrustning, intervjuer med kända musiker, lektioner, nyhetsartiklar, samt ett antal diskussionsforum.
Innehållet på webbplatsen är tillgängligt för alla men för att kunna interagera på sidan och använda några av Ultimate Guitar:s funktioner krävs ett användarkonto. Endast ett konto per person är tillåtet och för att få bli medlem måste man vara över 13 år. Registrerade användare kan bland annat betygsätta och kommentera på tabs och ackordfiler, spara personliga tabs, skapa spellistor samt delta i forumdiskussioner. I november 2017 har Ultimate Guitar fler än 15,5 miljoner registrerade användare och 200 000 bidragsgivare.

## Historia
År 1998 bestämde sig Eugeny Naidenov, som hade spelat gitarr sedan 13 års ålder, för att skapa en webbplats där han kunde dela tabulatur med sina vänner. Han började programmera under sommaren och den 9 oktober publicerade han den första versionen av webbplatsen som då gick under namnet Zappp's Guitar Archive. Morgonen efter lanseringen hade 30 personer besökt hemsidan och Naidenov bestämde sig då för att vidareutveckla webbplatsen. Ett år efter lanseringen hade hemsidan fler än 1000 besökare och Naidenov anställde då en programmerare och hyrde ett kontor i Kaliningrad.
I början placerades annonser på webbplatsen som genererade 50 cent per 1000 visningar. År 2000 slöt Naidenov ett avtal med annonsnätverket Underground. För varje 1000 visningar fick Naidenov en dollar och han var garanterad att få minst 1500 dollar per månad. I mars 2000, tre månader efter att avtalet skrivits, togs den garanterade miniminivån bort från kontraktet. I tre år samarbetade Naidenov med Underground men slöt sedan avtal med andra annonsnätverk och gick över till att förhandla direkt med annonsörer istället.
När trafiken på hemsidan översteg 50 000 visningar per dag började hemsidan operera på en separat server efter att de tidigare värdarna slussat ut Ultimate Guitar ur sina system. År 2002 flyttade webbplatsen till domänen ultimate-guitar.com. 
År 2003 hade företaget 10 anställda och verksamheten flyttade till nya, större lokaler i Kaliningrad. Tabulaturarkivet innehöll mer än 20 000 tabs och antalet ökade stadigt. Sedan dess har Ultimate Guitar utvecklats från att vara ett amatörprojekt till ett seriöst företag med en omsättning på flera miljoner dollar. År 2017 innehöll tabulaturarkivet fler än 1 100 000 tabs och Ultimate Guitar är en av världens största webbplatser. Hemsidans globala Alexa-rankning var 490 år 2017 och Ultimate Guitar låg på plats 244 i USA där majoriteten av användarna fanns.

## Licensavtal med musikförlag och låtskrivare

EMI var ett av de företag Ultimate Guitar skrev avtal med.

I mitten av 2000-talet stängdes de flesta tabulaturtjänsterna på nätet ned efter hot från upphovsrättsinnehavare och Music Publishers Association of America. Distribution av tabulatur utan upphovsrättsinnehavarens tillåtelse ansågs vara piratkopiering. Efter att hemsidor som OLGA och mxtabs lagt ned började nya användare söka sig till Ultimate Guitar men 2004 anmäldes även Ultimate Guitar och Eugeny Naidenov själv för olovlig användning och spridning av tabulatur. Eftersom Ultimate Guitar är baserat i Ryssland lät sig Naidenov inte skrämmas av hoten från de amerikanska förläggarna och istället för att lägga ned hemsidan började han leta efter sätt att lagligt få sprida tabulatur på nätet. Naidenov hittade en rysk agentur som beviljade licenser för alla typer av musikpublikationer, inklusive tabulatur, men för att få full rätt att sprida tabulatur på nätet var Naidenov tvungen att sluta avtal med musikförlagen som ägde rättigheterna. 
År 2007 var Ultimate Guitar med på en konferens på MIDEM i Frankrike och där fick teamet möjlighet att prata med Ralph Pir II, ägare av företaget Peermusic. Två år efter mötet skrevs ett kontrakt och efter det började stora musikförlag ta Ultimate Guitar på allvar. Den 10 april 2010 slöt Ultimate Guitar ett licensavtal med The Harry Fox Agency. Avtalet omfattar rättigheter för visning av låttexter, titelsökning samt visning av tabulatur med nedladdnings- och utskrivningsrättigheter. Genom licensavtalet med The Harry Fox Agency kan tiotusentals andra utgivare som finns representerade hos The Harry Fox Agency ta de av avtalet och låta Ultimate Guitar publicera deras verk. Idag har Ultimate Guitar kontrakt med bland annat HFA, Sony, EMI, Peermusic, Alfred, Hal Leonard, Universal och Warner Chappel genom vilka upphovsrättsinnehavarna får kompensation i form av royalties. Exakt hur mycket Ultimate Guitar betalar upphovsrättsinnehavarna årligen är sekretessbelagt.

## Appar och betaltjänster
Innan lanseringen av deras första applikation finansierades Ultimate Guitar uteslutande av annonser på hemsidan. År 2015 utgjorde mobilapplikationsköp och prenumerationsavgifter 60–70 procent av företagets totala inkomst. Köp i apparna utgjorde cirka 60 procent av den totala intäkten företaget gör från mobilapplikationerna. 

### Ultimate Guitar Tabs & Chords
År 2010 bestämde sig Eugeny Naidenov för att företaget skulle börja utveckla mobilapplikationer. Företagets utvecklare fick lära sig att jobba med iOS-applikationer och i mars släppte de appen Ultimate Guitar Tabs & Chords. Två veckor efter releasen var appen rankad som nummer nio i världen. Företaget insåg att detta var ett sätt att tjäna pengar på och fortsatte utveckla appen. I december släpptes Tabs & Chords HD för Ipad. 
I appen kan användare bland annat se ASCII-tabs och ackord, skapa personliga tabs och se videor gjorda av andra användare. Tilläggsköp i appen låser upp andra funktioner som till exempel ackordbibliotek, stämapparat och grundkurser i gitarr.
I App Store finns över 600 applikationer med tabs och ackord. Ultimate Guitar Tabs & Chords är inkluderad på listan över de bästa betalapplikationerna och med 2,8 miljoner nedladdningar är Iphone-appen en av de mest populära betalapplikationerna i världen i kategorin musik och ljud. Android-appen har laddats ned över 1 miljon gånger och är nummer ett på listan över bästsäljare och tvåa på listan över mest lönsamma musikappar i Google Play.

### Tab Pro
Samtidigt som utvecklingen av Tabs & Chords-appen fortgick började Ultimate Guitar arbeta fram en app där användare bland annat kunde lyssna på hur tabulaturen är menad att låta, ändra hastighet och se fingerplaceringar på en virtuell greppbräda. Appen släpptes i juli 2011 under namnet Tab Pro. Idag finns det både en applikation för Android och iOS samt en webbversion. Användare kan välja mellan att betala 2,99 dollar per månad, 20,99 dollar årligen eller köpa en livstidsprenumeration för 29,99 dollar. Över 230 000 personer har köpt livstidsprenumerationen. Användare som har minst en godkänd tab på hemsidan får fri tillgång till webbversionen av Tab Pro. Mobilapplikationen och webbversionen är två skilda tjänster och är inte plattformsoberoende, användare som prenumererar på webbversionen har inte automatisk tillgång till mobilapplikationen och vice versa.

### Author
Author för iOS är en gratisapplikation som låter användare skapa tabs och ackordfiler. De tabs som skapas i appen kan lätt och smidigt laddas upp till Ultimate Guitar för granskning och kan sedan publiceras direkt på hemsidan.

### Tonebridge Guitar Effects
Det senaste tillskottet till samlingen är gratisappen Tonebridge Guitar Effects. Genom att koppla en enhet som till exempel iRig eller Ampkit Link till mobilen och gitarren kan man spela låtar med deras specifika ljud utan att behöva använda olika gitarrpedaler och effekter. Biblioteket innehåller förinställda effekter för över 9000 låtar. Applikationen finns för Iphone, Mac och Android. 

## Tabs
Tabulaturerna på sidan har främst skapats av amatörmusiker världen över. Enligt uppgifter från 2017 lades cirka 150 nya tabs och ackordfiler upp varje dag upp på webbplatsen efter att ha genomgått en kvalitetskontroll. Det finns åtta olika typer av tabulatur som användare kan ladda upp på Ultimate-Guitar.com: ackord för gitarr och ukulele, tabulatur i ASCII-format för gitarr, bas eller trummor, videor, Guitar Pro och Power tabs. Guitar Pro och Power tabs är digitala filer med kapacitet att visa tabulatur för mer än ett instrument. Guitar Pro och Power Tab Editor-filer kan sparas och öppnas på användarens dator men de kräver särskilda program som kan visa filerna, exempelvis Guitar Pro eller TuxGuitar. Ultimate Guitars egna spelare, Tab Pro, kan spela upp filerna direkt på plattformen.
På tabulatursidorna finns ett antal verktyg som underlättar inlärningen av låtarna. Det finns bland annat autoscroll och en funktion som förenklar ackorden. Ultimate Guitar har även en funktion som med hjälp av ljud och animation visar hur man ska slå an strängarna för att kunna återskapa rytmen i låten man spelar. Registrerade användare kan spara personliga versioner av existerande tabs. De kan skriva kommentarer och göra ändringar som bara är synliga för dem om de inte väljer att slå på länkdelning. Tabs kan sparas som favoriter och läggas in i spellistor. 

### TPA
Tabs som skickas till webbplatsen går igenom en kvalitetskontroll innan de publiceras. Ultimate Guitar har ett flertal formateringskrav alla tabs måste uppfylla innan de kan godkännas, bland annat måste alla tabs på hemsidan endast använda anglosaxiska tonnamn, tabs baserade på andra system riskerar att bli avvisade. Tabulaturerna visas i en godkännandekö känd som TPA (Tabs Pending Approval queue) där bidragsgivare och tabulaturmoderatorer kan rösta för att godkänna eller avvisa tabs. För att en tab ska bli godkänd och publicerad på hemsidan krävs fem godkännandepoäng. Användare av olika rank har olika antal poäng de kan rösta med per tab. 
| Status    | Kriterier                        | Poäng per röst | Redigeringsrättigheter | Metadataredigering | Ref.   |
| --------- | -------------------------------- | -------------- | ---------------------- | ------------------ | ------ |
| Level I   | 1 godkänd tab                    | 1              | Användarens egna tabs  | -                  | [ 13 ] |
| Level II  | 5 godkända tabs                  | 2              | Användarens egna tabs  | -                  | [ 13 ] |
| Level III | 10 godkända tabs                 | 3              | Användarens egna tabs  | -                  | [ 13 ] |
| Level IV  | 10 godkända tabs av hög kvalitet | veto           | Alla tabs              | -                  | [ 13 ] |
| Level V   | Hög aktivitet i TPA              | veto           | Alla tabs              | Ja                 | [ 13 ] |
| Moderator | Utses manuellt av administratör  | veto           | Alla tabs              | Ja                 | [ 13 ] |

Användare med vetorätt kan själva bestämma om en tab bör godkännas eller avvisas, deras egna tabs passerar även TPA automatiskt och publiceras direkt på hemsidan. Dessa användare kan redigera alla tabs på webbplatsen, inklusive de som befinner sig i godkännandekön. Moderatorer och användare som uppnått level V kan även redigera metadata såsom artist, låttitel och tabulatyrtyp. Användare med status level I-III kan endast redigera sina egna tabs, redigeringar av andras tabs sker genom ett korrigeringssystem.

### Tabulaturkorrigeringar
Den 26 juli 2016 introducerades ett nytt sätt att föreslå korrigeringar till existerande tabs. Tidigare var användare tvungna att lämna korrigeringen som en kommentar längst ned på taben och sedan var det upp till skaparen av taben att själv korrigera felen. Det nya systemet tillåter användare att redigera de felaktiga delarna av tabulaturen direkt. Korrigeringar visas i TPA och bidragsgivare samt tabulaturmoderatorer kan godkänna eller avvisa dem. Godkända korrigeringar uppdaterar den existerande taben, avvisade korrigeringar sparas som en personlig tab för den som föreslog korrigeringen.

## UG IQ
UG IQ är ett poängsystem som visar hur mycket användare har bidragit på webbplatsen. Sidans användare kan bland annat få poäng för nya artiklar, tabs, recensioner, kommentarer på nyhetsartiklar och forumtrådar som nått särskilda milstolpar. UG IQ ersätter UG Score som infördes år 2000 och som enbart fokuserade på bidrag i form av tabs, artiklar och recensioner. 

### UG IQ-tävlingar
Ultimate Guitar har sedan augusti 2016 anordnat tävlingar baserat på UG IQ-poäng. Användare som bidragit mest under en bestämd tidsperiod får tävla om priser från stora musikföretag, bland annat Epiphone, Seymour Duncan, Elixir Strings, Ibanez, D'Addario, och Guitar Center. Det anordnas vanligtvis en eller två tävlingar i månaden och vinnaren eller vinnarna väljs slumpmässigt ut bland användarna på topplistan. Det finns en underkategori av UG IQ-tävlingar, UG IQ Special, där endast poäng för särskilda handlingar räknas, vanligtvis räknas alla poäng användaren lyckats samla in under tävlingsperioden.

## Forum
På Ultimate Guitar finns det 23 diskussionsforum, en del med tillhörande underforum. Det finns bland annat forum som ämnar sig åt diskussioner om elgitarr, musikinspelning, gitarrmodifikationer och musikteori. Forumen regleras av moderatorer som är privilegierade medlemmar som kan redigera och ta bort andra användares kommentarer. Moderatorerna är användare som belönats för att vara särskilt hjälpsamma och kunniga i ett visst ämne och ansvarar för att moderera forum som fokuserar på ämnet de specialiserar sig i. Olämpliga ord brukade censureras i foruminlägg och kommentarer fram till 1 september 2015 när censuren av svärord togs bort från webbplatsen.
| Lista över alla forum |
| --- |
| Just Joined - New members' Sandbox - Ultimate Guitar Announcements Instruments - Guitar Techniques - Acoustic & Classical Guitar - Electric Guitar - Bass Guitar - Guitar Gear & Accessories - Gear Building & Customizing - Drums Music - Bands & Artists - Lyrics & Poetry - Recording - Tab Talk - Musician Talk - Promote YOUR Band - Classifieds Hangout - The Pit - Video Forum - Archives Of The Best Threads Misc - Ultimate Guitar Feedback - UG Authors Community Requests - Tab Requests - Tonebridge Preset Requests |

The Pit är det enda underforumet där användare tillåts diskutera ämnen som inte är relaterade till gitarr, musik eller Ultimate Guitar:s innehåll, funktioner och appar.
Forumet UG Authors Community är endast synligt för bidragsgivare. Där kan användarna hålla privata diskussioner om ämnen som rör tabulatur, nyhetsartiklar, recensioner, lektioner eller bidragsprocessen. Det finns ett öppet forum, Tab Talk, där användare som ännu inte lagt upp tabs kan diskutera tabulatur.  
I sektionen Requests kan användare lämna in önskemål på tabs eller Tonebridge presets som de tycker bör finnas men som de inte kan skapa själva. Andra användare kan sedan ta sig an utmaningen och skapa en tab för den efterfrågade låten och Ultimate Guitar:s Tonebridge team kan skapa presets för den låt och instrument som begärts.

## UQ Wiki
UG Wiki är en kunskapsdatabas som fokuserar på musikaliska ämnen. Artiklarna i den här sektionen ger detaljerad information om låtar, tekniker, teori, utrustning och musiknotation. Guiderna och artiklarna skrivs främst av Ultimate Guitars redaktörer men alla användare är välkomna att bidra.